# Izzet Akgül
Izzet Akgül (Namen, 28 januari 1982) is een voormalig Turks-Belgisch voetballer. Akgül was een aanvaller.

## Carrière
Akgül genoot z'n jeugdopleiding bij Wallonia Namur, Standard Luik, UR Namur en Galatasaray SK. Hij startte z'n profcarrière in 2001 bij FC Sion en speelde nadien voor Yildirim Bosnaspor. Na een jaar bij het Turkse Yildirim Bosnaspor sloot hij zich aan bij UR Namur. Hij speelde daarna in de Belgische hoogste klasse bij Sporting Charleroi en KSV Roeselare. In 2008 keerde hij terug naar Turkije, waar hij voor Denizlispor ging spelen. Hij speelde daarna nog voor Samsunspor en keerde in de zomer van 2011 terug naar België. Hij sloot zich aan bij AFC Tubize, maar na enkele weken werd dat contract in onderling overleg verbroken. Na een tijdje zonder club gezeten te hebben, tekende hij begin 2012 bij z'n ex-club UR Namur.
In de zomer van 2013 ruilde Akgül België opnieuw in voor Turkije, waar hij voor Gümüşhanespor en Pazarspor ging spelen. In 2016 sloot hij zich aan bij RES Couvin-Mariembourg, maar wegens blessurelast zette hij daar in 2017 een punt achter zijn carrière.